# Conus thomasi
Conus thomasi é uma espécie de gastrópode do gênero Conus, pertencente a família Conidae.